# Toyohito Mochizuki
Toyohito Mochizuki (n. 18 septembrie 1953) este un fost fotbalist japonez.

## Statistici
| Japonia | Japonia | Japonia |
| An      | Meciuri | Goluri  |
| ------- | ------- | ------- |
| 1978    | 2       | 0       |
| Total   | 2       | 0       |